# Monolepta gossypii
Monolepta gossypii es una especie de insecto coleóptero de la familia Chrysomelidae.
Fue descrita científicamente en 1938 por Bryant.